# Гадзетта, Карим
Карим Эмилио Роберто Гадзетта (итал. Karim Emilio Roberto Gazzetta; 1 апреля 1995, Женева — 21 ноября 2022, Мостар) — швейцарский футболист, полузащитник.

## Клубная карьера
Гадзетта играл за «Серветт» с юных лет. В 2013 году он получил свой первый профессиональный контракт, в том числе из-за различных попыток переманивания со стороны отечественных и зарубежных клубов. Он дебютировал в основной команде 22 июля 2013 года. Во второй половине 2014 года он играл за «Этуаль Каруж» в Промоушен лиге, находясь в аренде, затем вернулся в «Серветт». В конце сентября 2016 года перешёл в «Винтертур», где он получил травму всего через несколько дней после переезда и смог снова тренироваться с «Винтертуром» только после зимнего перерыва.
В сезоне 2019/20, а также в 2020/21 Гадзетта выступал за «Лозанна Уши». В июне 2021 года он переехал в «Ксамакс». В сезоне 2022/23 присоединился к боснийскому футбольному клубу «Зриньски», который был действующим чемпионом.

## Смерть
21 ноября 2022 года Гадзетта покончил жизнь самоубийством, прыгнув с восьмого этажа здания в Мостаре. Местное отделение полиции провело ряд расследований на месте его смерти.